# KC 85
KC 85 (KC означает нем. KleinComputer — малый/компактный компьютер) — серия 8-разрядных микрокомпьютеров, которые выпускались в Восточной Германии, сначала в 1984 году предприятием Robotron, затем VEB Mikroelektronik.
Компьютеры KC 85 работали на процессоре U880 (восточногерманский клон Zilog Z80) на частоте 1,75 либо 2 МГц.
В серии KC 85 было две различных линейки машин:
- KC 85/2, KC 85/3, KC 85/4
- Robotron KC 85/1 (проект Z9001), Robotron KC 87

Эти два ряда были похожи лишь используемым процессором и названием. Однако, позже обе линейки были приведены к совместимости по языку BASIC и по формату записи на магнитную ленту.

## KC 85/2..4
Эти модели производились на VEB Mikroelektronik Mühlhausen.
Во всех моделях линейки используется системный блок с индикаторами и разъёмами на передней панели, плюс внешняя клавиатура.
- KC 85/2 — 16 КБ ОЗУ; ПЗУ включало только заглавные буквы и не содержало BASIC, но его можно было загрузить с магнитофона.
- KC 85/3 — ПЗУ включает интерпретатор BASIC.
- KC 85/4 — 64 КБ ОЗУ, не считая 40 КБ графического ОЗУ

Машины работали под управлением операционной системы CAOS. При подключении дисковода использовалась ОС MicroDOS (вариант CP/M).

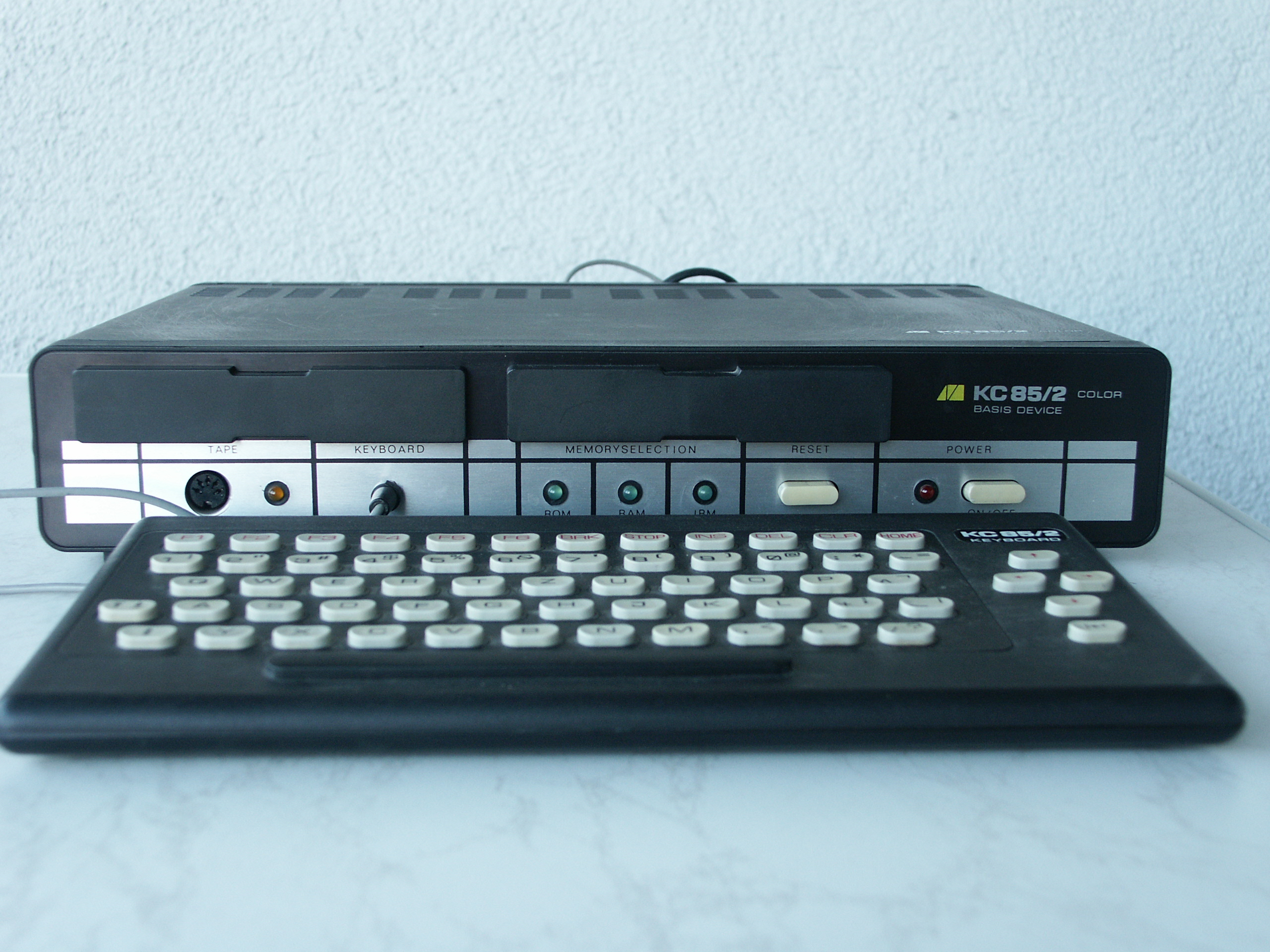
KC 85/2
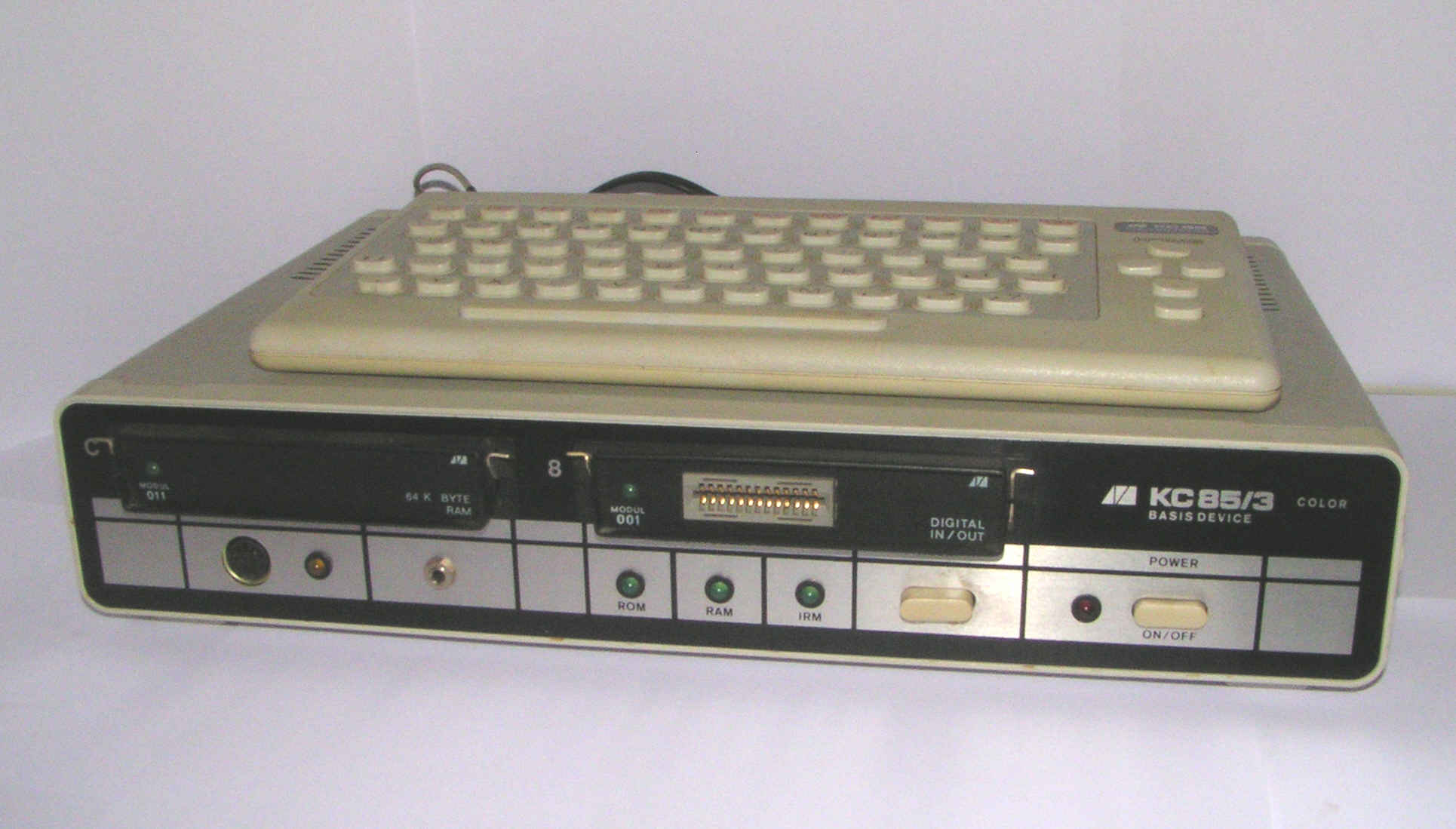
KC 85/3
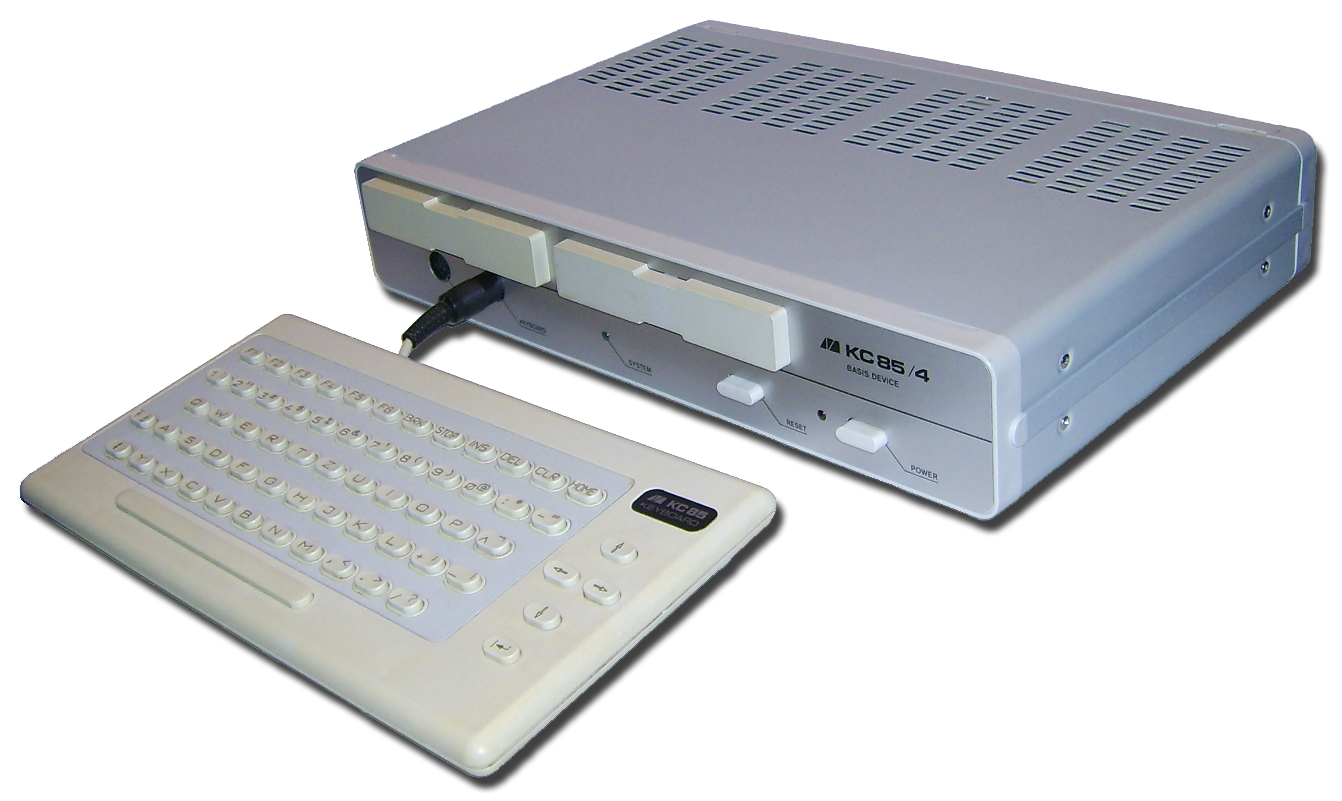
KC 85/4

Технические характеристики
- Процессор: U880D на частоте 1,75 МГц
- Память:
  - ОЗУ: 32 КБ либо 64 КБ, расширяемо до 4 МБ
  - ПЗУ: 16 КБ либо 20 КБ
- Видеорежимы:
  - Текстовый 40 x 32 символов
  - Графический 320 x 256

## KC 85/1 и KC 87
Проект Z9001 разрабатывался в Robotron и был выпущен в 1984 году под именем Robotron KC 85/1. Это компьютер в форме моноблока, системный блок объединён с клавиатурой, которая выполнена в стиле калькулятора: металлическая пластина с надписями, в которую вставлены небольшие пластиковые клавиши, очень неудобные для набора.
Robotron KC 87 — это улучшенный вариант KC 85/1, с языком BASIC в ПЗУ. Выпускался с 1986 года.

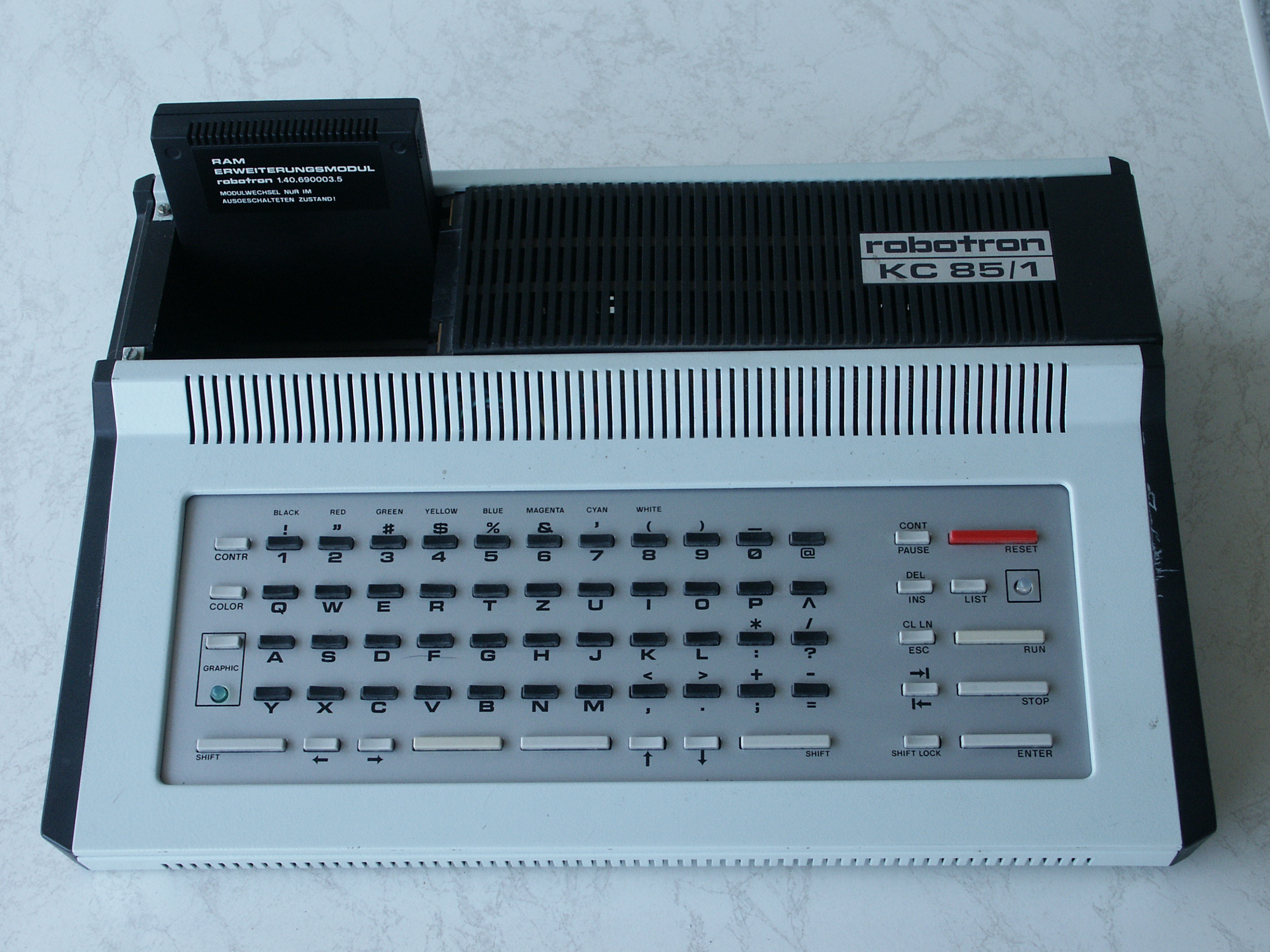
Robotron KC 85/1
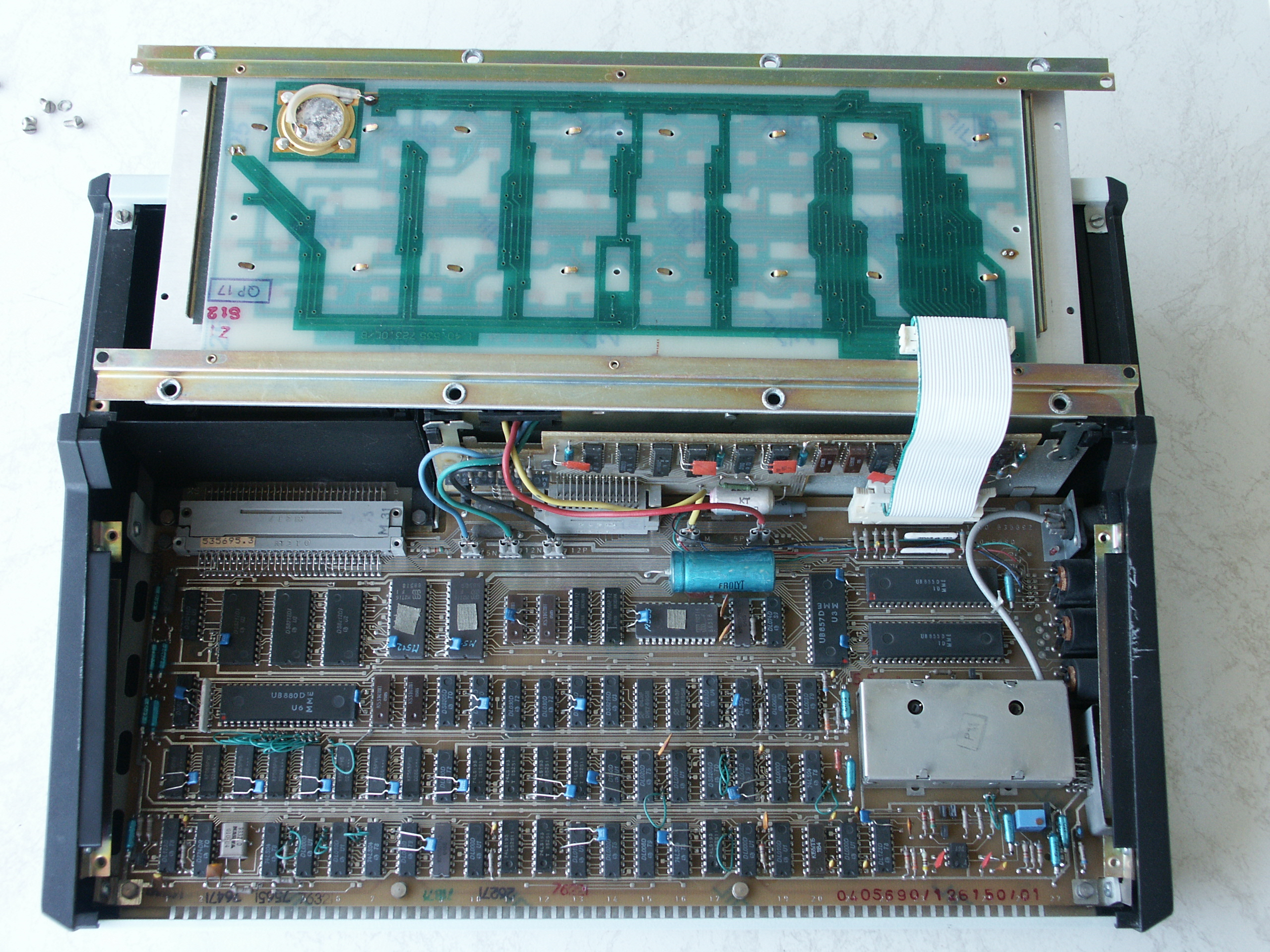
KC 85/1 внутри
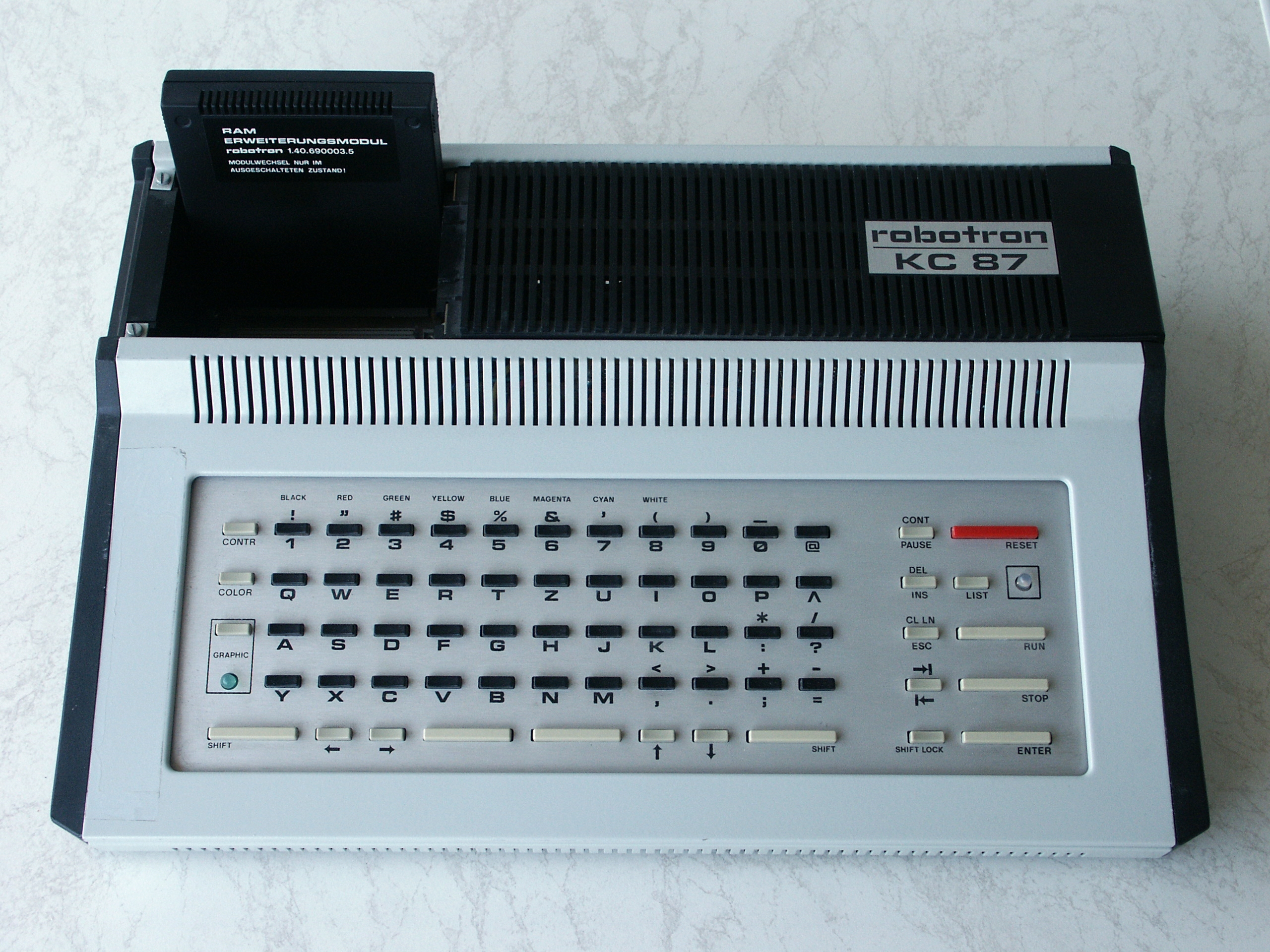
Robotron KC 87
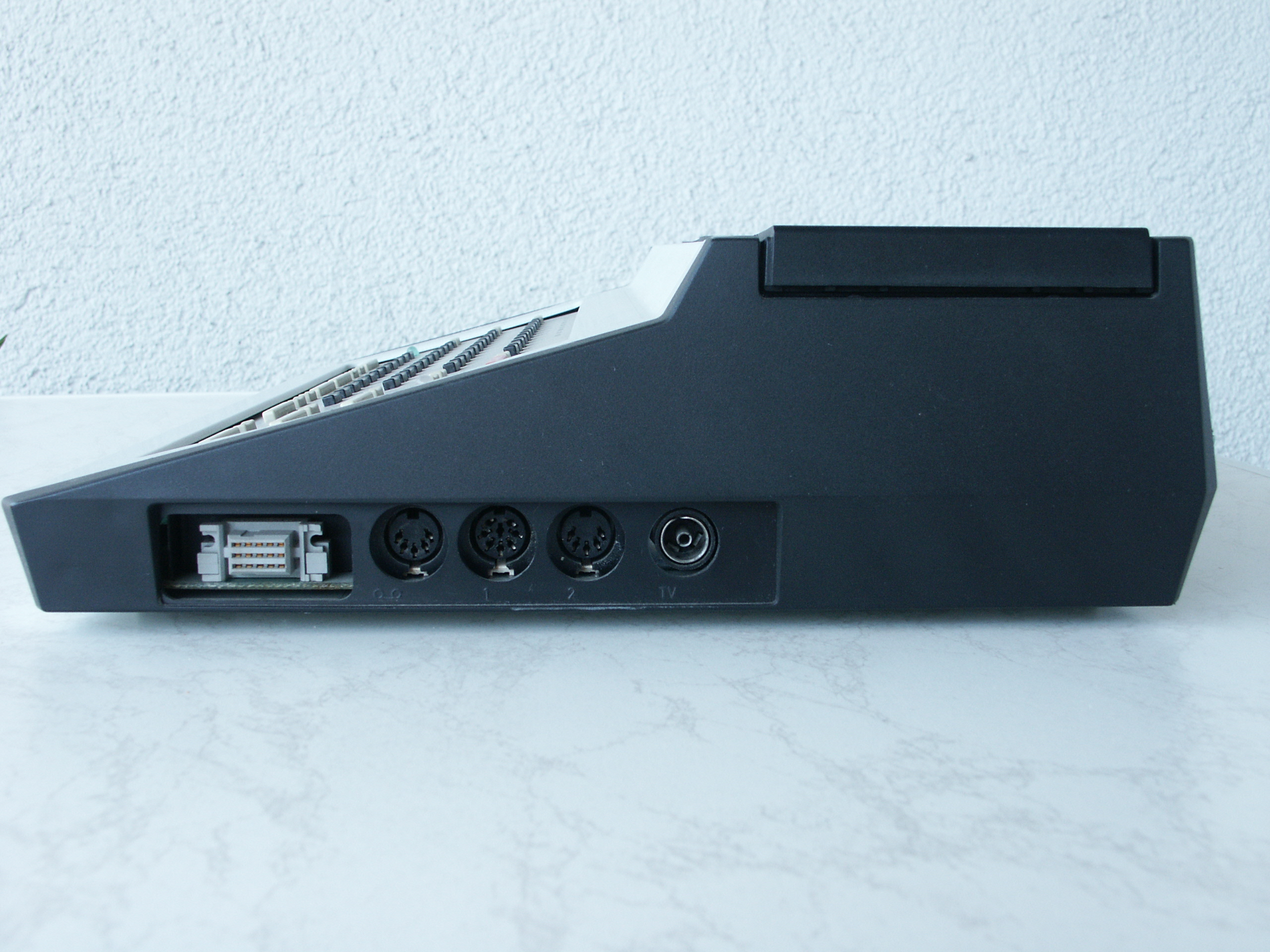
KC 87 сбоку

Технические характеристики
- Процессор: U880D на частоте 1,75 МГц
- Память:
  - ПЗУ: 4 КБ ОС + 2 КБ знакогенератора + 10 КБ BASIC (только в KC 87)
  - ОЗУ: 17 КБ (доступно 16 КБ, расширяемо до 64 КБ) + 2 КБ видео-ОЗУ
- Видеорежимы:
  - Чёрно-белый текстовый режим 40x24 либо 40x20 символов
  - Цветной текстовый режим доступен при подключении специального модуля расширения; в модели KC 87.31 это расширение встроено
- Интерфейсы:
  - Чёрно-белый выход на телевизор с ВЧ-модулятора
  - DIN-разъём магнитофона
  - DIN-разъём ввода-вывода
  - 2 разъёма джойстиков
  - 4 слота под модули расширения